# Veltrusia rara
Veltrusia rara är en stekelart som beskrevs av Boucek 1972. Veltrusia rara ingår i släktet Veltrusia och familjen puppglanssteklar.
Artens utbredningsområde är:
- Tjeckien.
- Nederländerna.

Inga underarter finns listade i Catalogue of Life.